# Државни пут 29
Пут 29 је државни пут првог Б реда у југозападном делу Србије. Пут у целости на подручју Средишње Србије, смештен у области Старе Рашке.
Постојећи пут је већим делом магистрални пут са две саобраћајне траке, а мањи део (Пријепоље-Сјеница) је пут испод стандарда државног пита (покров од макадама, туцаника).

## Постојеће деонице пута
| Број деонице | Име деонице                 | Дужина | Коментар                                                                                      |
| ------------ | --------------------------- | ------ | --------------------------------------------------------------------------------------------- |
| 0133         | Јабука - Коловрат           | 18,5   | Укрштање са путем М21 код Коловрата                                                           |
| 0203         | Коловрат - Пријепоље        | 5,1    | Преклоп са путем М21                                                                          |
| 0135         | Пријепоље - Увац            | 30,0   | Укрштање са путем Р231 на Увцу, савремени коловоз са на деоници Пријепоље - Милешева (6,7 км) |
| 0136         | Увац - Сјеница              | 14,5   | Преклоп са путем Р231, укрштање са путем Р117 код Сјенице                                     |
| 0135         | Сјеница - Сјеница 1         | 0,4    | Преклопи са путем Р231 и са путем Р117                                                        |
| 1371         | Сјеница 1 - Брњица 1        | 13,1   | Укрштање са путем Р21.1 код Брњице                                                            |
| 1372         | Брњица 1 - Брњица           | 0,6    | Преклоп са путем Р21.1 кроз Брњицу                                                            |
| 0138         | Брњица - Дуга Пољана        | 7,0    | Укрштање са путем Р272 у Дугој Пољани                                                         |
| 0139         | Дуга Пољана - Дуга Пољана 1 | 3,1    | Преклоп са путем Р272 кроз Дугу Пољану                                                        |
| 1391         | Дуга Пољана 1 - Побрђе      | 27,1   | Укрштање са путем Р118а у Побрђу                                                              |
| 0140         | Побрђе - Нови Пазар 2       | 7,7    | Укрштање са путем Р234 код Новог Пазара                                                       |

## Будућност
По важећем просторном плану републике Србије предвиђена је изградња преосталог дела како би се употпунио магистрални пут целом дужином.